# Grand Prix Francie 1972
Grand Prix Francie 1972 (oficiálně LVIII Grand Prix de France) se jela na okruhu Circuit de Charade v Clermont-Ferrand ve Francii dne 2. července 1972. Závod byl šestým v pořadí v sezóně 1972 šampionátu Formule 1.

## Závod
| Poř.   | No. | Jezdec               | Konstruktér    | Počet kol | Čas/Odstoupení     | Pořadí na startu | Body |
| ------ | --- | -------------------- | -------------- | --------- | ------------------ | ---------------- | ---- |
| 1      | 4   | Jackie Stewart       | Tyrrell-Ford   | 38        | 1:52:22.5          | 3                | 9    |
| 2      | 1   | Emerson Fittipaldi   | Lotus-Ford     | 38        | + 27.7             | 8                | 6    |
| 3      | 9   | Chris Amon           | Matra          | 38        | + 31.9             | 1                | 4    |
| 4      | 7   | François Cevert      | Tyrrell-Ford   | 38        | + 49.3             | 7                | 3    |
| 5      | 12  | Ronnie Peterson      | March-Ford     | 38        | + 56.8             | 9                | 2    |
| 6      | 26  | Mike Hailwood        | Surtees-Ford   | 38        | + 1:36.1           | 10               | 1    |
| 7      | 2   | Denny Hulme          | McLaren-Ford   | 38        | + 1:48.1           | 2                |      |
| 8      | 19  | Wilson Fittipaldi    | Brabham-Ford   | 38        | + 2:25.1           | 14               |      |
| 9      | 11  | Brian Redman         | McLaren-Ford   | 38        | + 2:55.5           | 13               |      |
| 10     | 18  | Graham Hill          | Brabham-Ford   | 38        | + 2:59.5           | 20               |      |
| 11     | 3   | Jacky Ickx           | Ferrari        | 37        | + 1 kolo           | 4                |      |
| 12     | 20  | Carlos Reutemann     | Brabham-Ford   | 37        | + 1 kolo           | 17               |      |
| 13     | 30  | Nanni Galli          | Ferrari        | 37        | + 1 kolo           | 19               |      |
| 14     | 28  | Andrea de Adamich    | Surtees-Ford   | 37        | + 1 kolo           | 12               |      |
| 15     | 5   | Jean-Pierre Beltoise | BRM            | 37        | + 1 kolo           | 24               |      |
| 16     | 10  | Rolf Stommelen       | Eifelland-Ford | 37        | + 1 kolo           | 15               |      |
| 17     | 27  | Tim Schenken         | Surtees-Ford   | 36        | + 2 kola           | 5                |      |
| 18     | 6   | Dave Walker          | Lotus-Ford     | 34        | Hřídel             | 22               |      |
| 19     | 15  | Mike Beuttler        | March-Ford     | 33        | Nedostatek paliva  | 23               |      |
| NC     | 8   | Patrick Depailler    | Tyrrell-Ford   | 33        | + 5 kol            | 16               |      |
| Ret    | 24  | Reine Wisell         | BRM            | 25        | Převodovka         | 18               |      |
| Ret    | 17  | Carlos Pace          | March-Ford     | 18        | Motor              | 11               |      |
| Ret    | 25  | Helmut Marko         | BRM            | 8         | Jezdec zraněn      | 6                |      |
| Ret    | 14  | Niki Lauda           | March-Ford     | 4         | Hřídel             | 21               |      |
| DNS    | 16  | Henri Pescarolo      | March-Ford     |           | Nehoda             |                  |      |
| DNS    | 21  | Derek Bell           | Tecno          |           | Převodovka         |                  |      |
| DNS    | 22  | Peter Gethin         | BRM            |           | Nehoda             |                  |      |
| DNS    | 23  | Howden Ganley        | BRM            |           | Vůz řídil Beltoise |                  |      |
| DNQ    | 29  | Dave Charlton        | Lotus-Ford     |           |                    |                  |      |
| Zdroj: |     |                      |                |           |                    |                  |      |

## Průběžné pořadí po závodě
Pohár jezdců
|        | Pořadí | Jezdec               | Body |
| ------ | ------ | -------------------- | ---- |
|        | 1      | Emerson Fittipaldi   | 34   |
| 2      | 2      | Jackie Stewart       | 21   |
| 1      | 3      | Denny Hulme          | 19   |
| 1      | 4      | Jacky Ickx           | 16   |
|        | 5      | Jean-Pierre Beltoise | 9    |
| Zdroj: |        |                      |      |

Pohár konstruktérů
|        | Pořadí | Konstruktér  | Body |
| ------ | ------ | ------------ | ---- |
|        | 1      | Lotus-Ford   | 34   |
| 2      | 2      | Tyrrell-Ford | 27   |
| 1      | 3      | McLaren-Ford | 23   |
| 1      | 4      | Ferrari      | 19   |
|        | 5      | BRM          | 9    |
| Zdroj: |        |              |      |